# Glay (Doubs)
Pour les articles homonymes, voir Glay.
Glay est une commune française située dans le département du Doubs, la région culturelle et historique de Franche-Comté et la région administrative Bourgogne-Franche-Comté.
En patois : Gliay ou Liay.
Les habitants de Glay sont appelés les Liais.

## Géographie

### Climat
Pour des articles plus généraux, voir Climat de la Bourgogne-Franche-Comté et Climat du Doubs.
En 2010, le climat de la commune est de type climat de montagne, selon une étude du Centre national de la recherche scientifique s'appuyant sur une série de données couvrant la période 1971-2000. En 2020, Météo-France publie une typologie des climats de la France métropolitaine dans laquelle la commune est exposée à un climat de montagne ou de marges de montagne et est dans la région climatique  Jura, caractérisée par une forte pluviométrie en toutes saisons (1 000 à 1 500 mm/an), des hivers rigoureux et un ensoleillement médiocre. 
Pour la période 1971-2000, la température annuelle moyenne est de 9,4 °C, avec une amplitude thermique annuelle de 17,1 °C. Le cumul annuel moyen de précipitations est de 1 164 mm, avec 13 jours de précipitations en janvier et 10,8 jours en juillet. Pour la période 1991-2020, la température moyenne annuelle observée sur la station météorologique de Météo-France la plus proche, « Saint-Dizier-L'eveque_sapc », sur la commune de Saint-Dizier-l'Évêque à 9 km à vol d'oiseau, est de 10,1 °C et le cumul annuel moyen de précipitations est de 1 099,4 mm. 
La température maximale relevée sur cette station est de 37 °C, atteinte le 13 août 2003 ; la température minimale est de −17,4 °C, atteinte le 20 décembre 2009,,. 
Les paramètres climatiques de la commune ont été estimés pour le milieu du siècle (2041-2070) selon différents scénarios d'émission de gaz à effet de serre à partir des nouvelles projections climatiques de référence DRIAS-2020. Ils sont consultables sur un site dédié publié par Météo-France en novembre 2022.

## Urbanisme

### Typologie
Au 1er janvier 2024, Glay est catégorisée commune rurale à habitat dispersé, selon la nouvelle grille communale de densité à 7 niveaux définie par l'Insee en 2022.
Elle est située hors unité urbaine. Par ailleurs la commune fait partie de l'aire d'attraction de Montbéliard, dont elle est une commune de la couronne,. Cette aire, qui regroupe 137 communes, est catégorisée dans les aires de 50 000 à moins de 200 000 habitants,.

### Occupation des sols
L'occupation des sols de la commune, telle qu'elle ressort de la base de données européenne d’occupation biophysique des sols Corine Land Cover (CLC), est marquée par l'importance des forêts et milieux semi-naturels (59,7 % en 2018), une proportion sensiblement équivalente à celle de 1990 (59 %). La répartition détaillée en 2018 est la suivante : 
forêts (59,7 %), prairies (28,6 %), zones agricoles hétérogènes (7,9 %), zones urbanisées (3,8 %). L'évolution de l’occupation des sols de la commune et de ses infrastructures peut être observée sur les différentes représentations cartographiques du territoire : la carte de Cassini (XVIIIe siècle), la carte d'état-major (1820-1866) et les cartes ou photos aériennes de l'IGN pour la période actuelle (1950 à aujourd'hui).

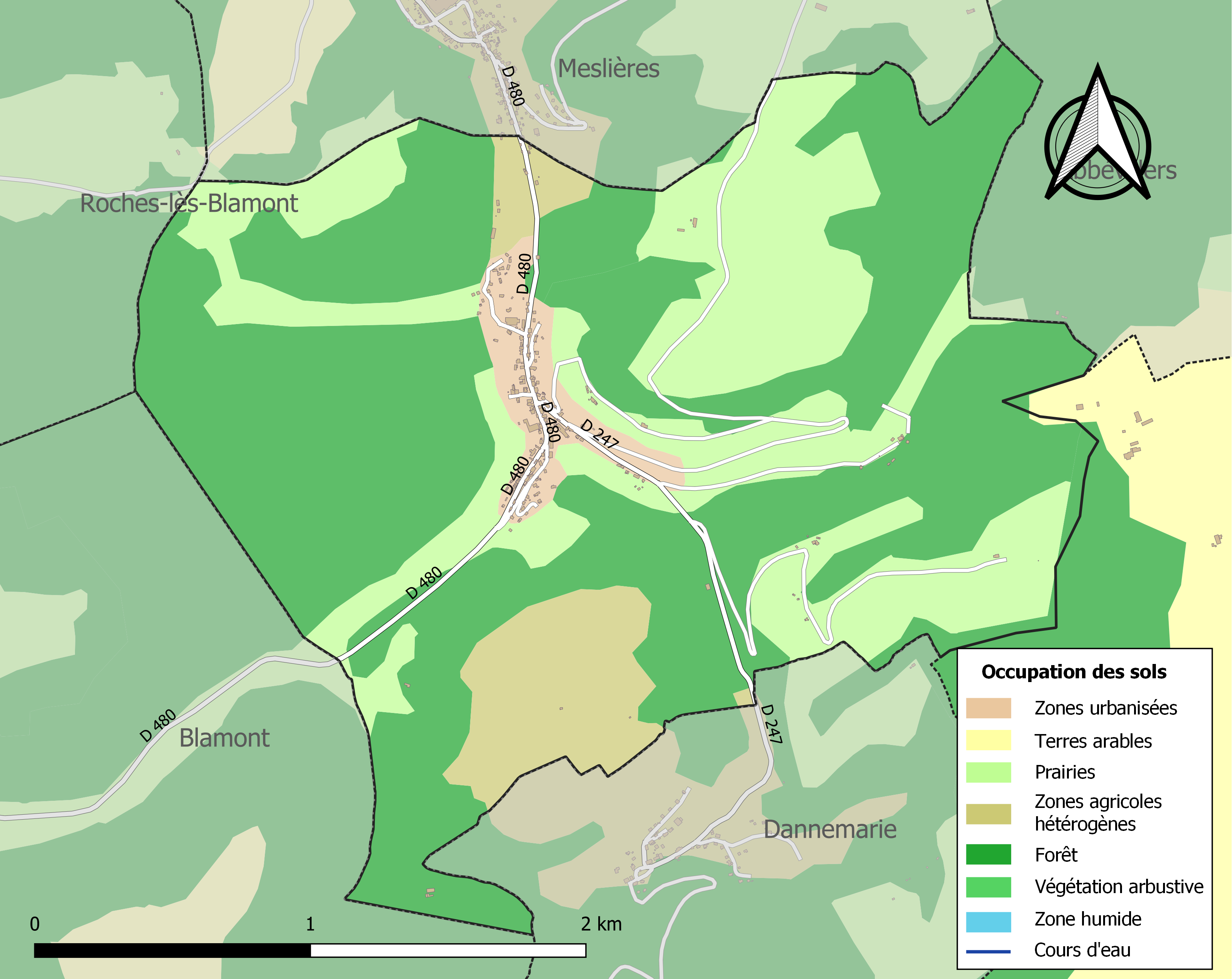
Carte des infrastructures et de l'occupation des sols de la commune en 2018 (CLC).

## Toponymie
Glay vers 1150 ; Glai en 1278 ; Glaie en 1340 ; Glay en 1360 ; Guelay en 1412 ; Glay depuis 1423.

## Politique et administration

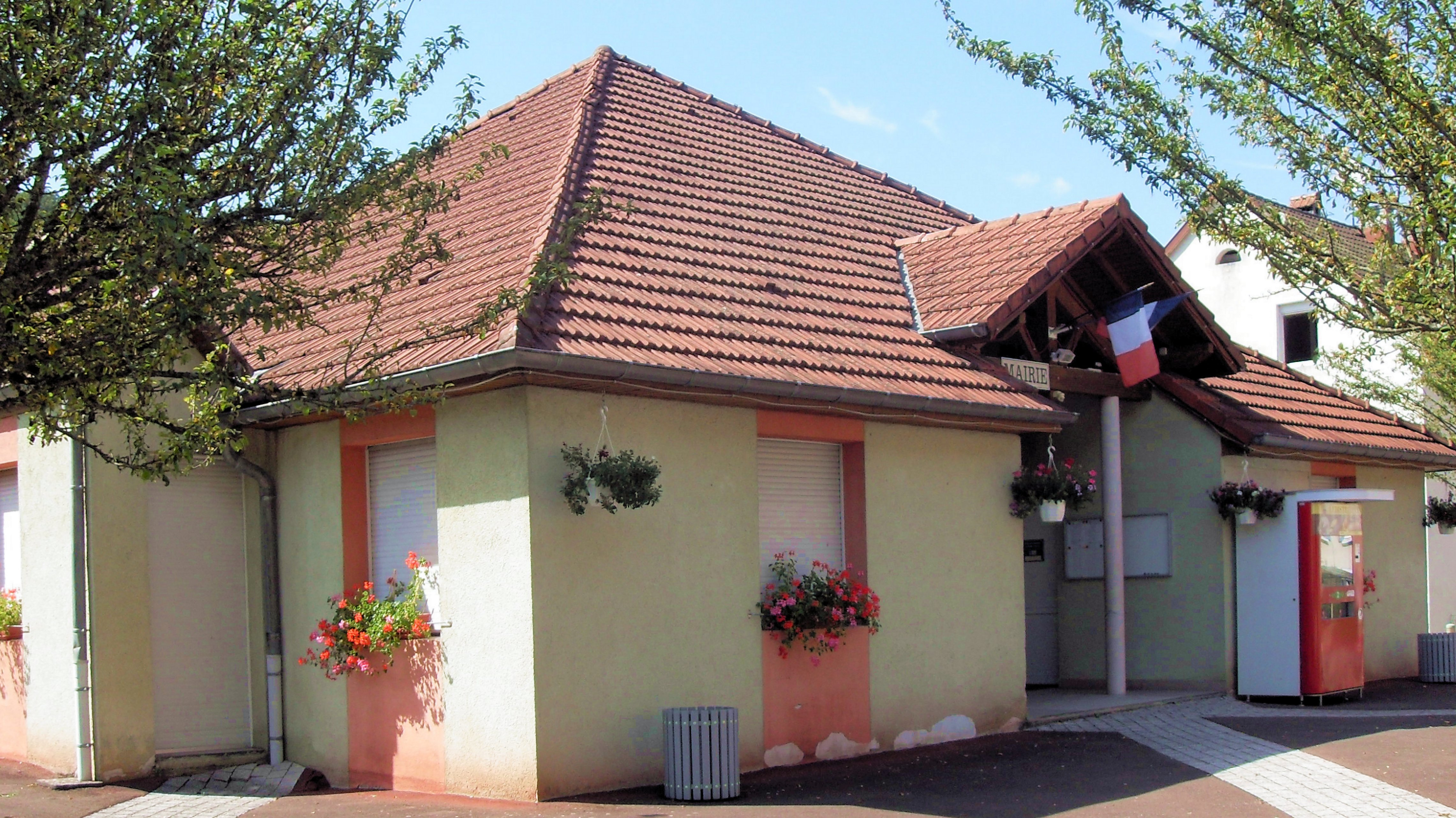
La mairie

| Période                                  | Période       | Identité           | Étiquette | Qualité  |
| ---------------------------------------- | ------------- | ------------------ | --------- | -------- |
| avant 1995                               | ?             | Jean Maffei        |           |          |
| mars 2008                                | Fin= mai 2020 | Jean-Marie Gaume   | SE        | Retraité |
| mai 2020                                 | En cours      | Christian Maillard |           |          |
| Les données manquantes sont à compléter. |               |                    |           |          |

## Démographie
L'évolution du nombre d'habitants est connue à travers les recensements de la population effectués dans la commune depuis 1793. Pour les communes de moins de 10 000 habitants, une enquête de recensement portant sur toute la population est réalisée tous les cinq ans, les populations de référence des années intermédiaires étant quant à elles estimées par interpolation ou extrapolation. Pour la commune, le premier recensement exhaustif entrant dans le cadre du nouveau dispositif a été réalisé en 2004.

En 2022, la commune comptait 340 habitants, en évolution de −0,29 % par rapport à 2016 (Doubs : +1,88 %, France hors Mayotte : +2,11 %).
| 1793 | 1800 | 1806 | 1821 | 1831 | 1836 | 1841 | 1846 | 1851 |
| ---- | ---- | ---- | ---- | ---- | ---- | ---- | ---- | ---- |
| 259  | 220  | 272  | 327  | 337  | 426  | 420  | 394  | 421  |

| 1856 | 1861 | 1866 | 1872 | 1876 | 1881 | 1886 | 1891 | 1896 |
| ---- | ---- | ---- | ---- | ---- | ---- | ---- | ---- | ---- |
| 421  | 429  | 449  | 444  | 415  | 474  | 451  | 477  | 554  |

| 1901 | 1906 | 1911 | 1921 | 1926 | 1931 | 1936 | 1946 | 1954 |
| ---- | ---- | ---- | ---- | ---- | ---- | ---- | ---- | ---- |
| 646  | 541  | 487  | 433  | 509  | 462  | 437  | 279  | 314  |

| 1962 | 1968 | 1975 | 1982 | 1990 | 1999 | 2004 | 2006 | 2009 |
| ---- | ---- | ---- | ---- | ---- | ---- | ---- | ---- | ---- |
| 310  | 314  | 325  | 268  | 307  | 314  | 306  | 308  | 341  |

| 2014 | 2019 | 2022 | - | - | - | - | - | - |
| ---- | ---- | ---- | - | - | - | - | - | - |
| 350  | 339  | 340  | - | - | - | - | - | - |

## Culture locale et patrimoine

### Lieux et monuments
- Église Saint-Pierre et Saint-Paul,

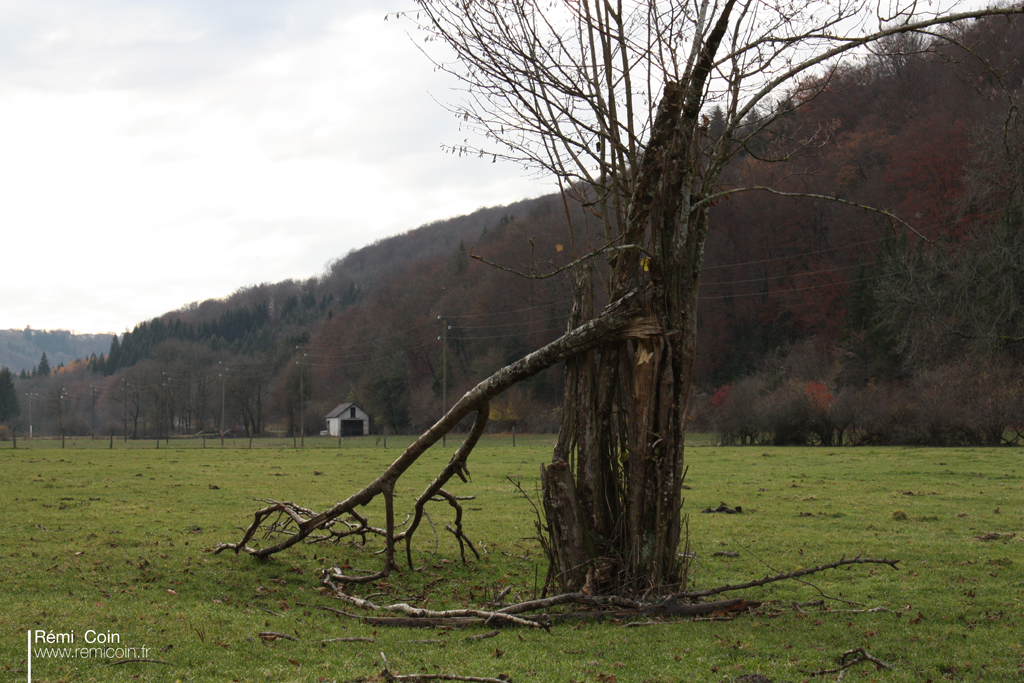
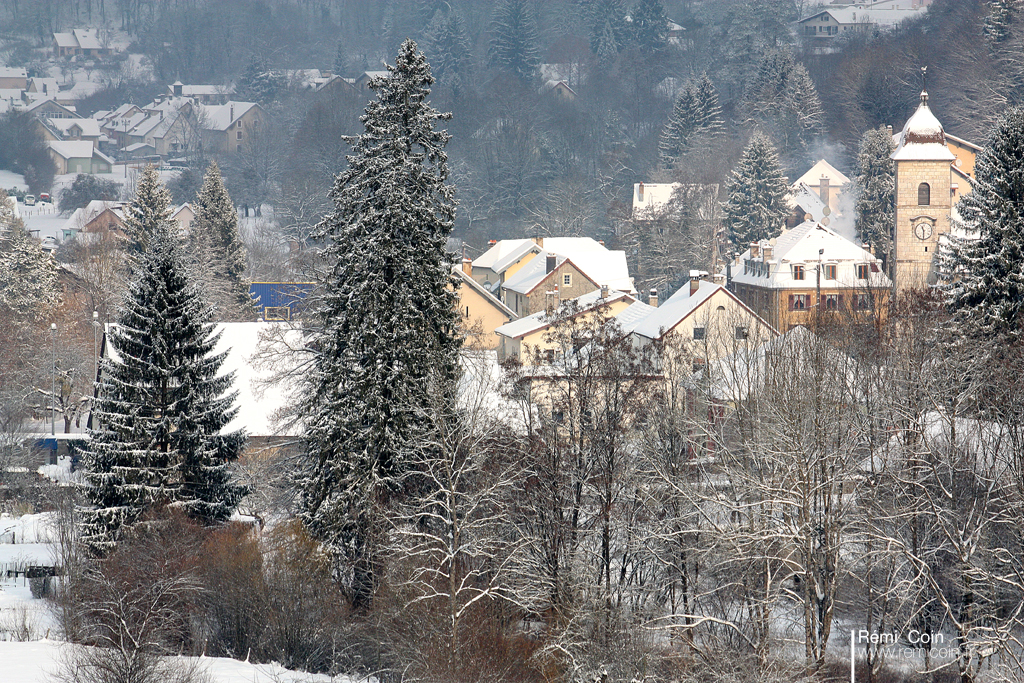
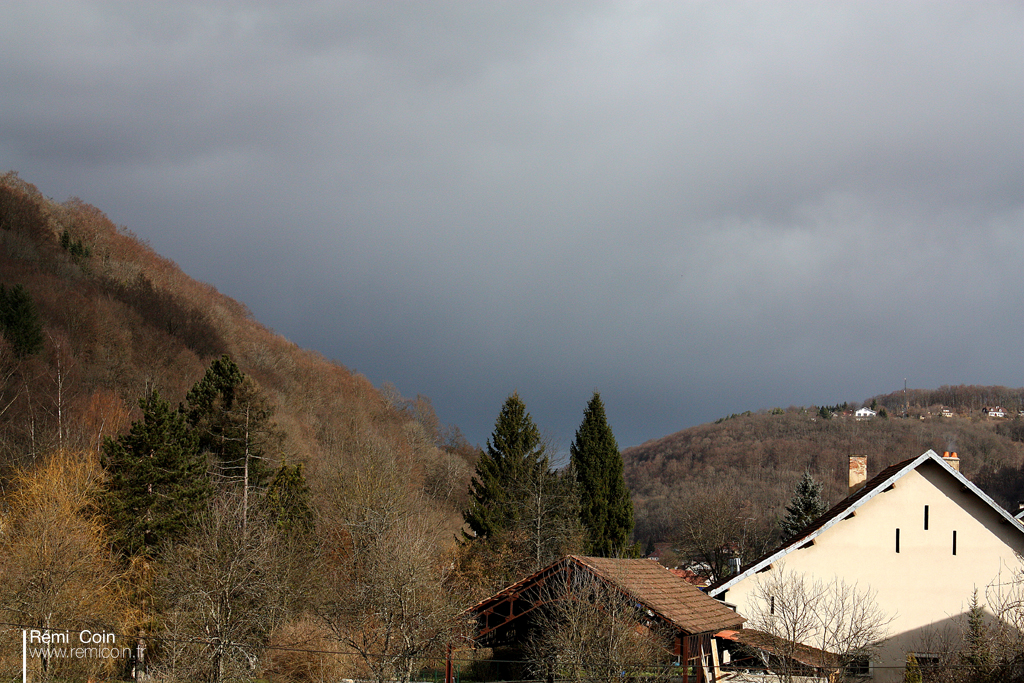
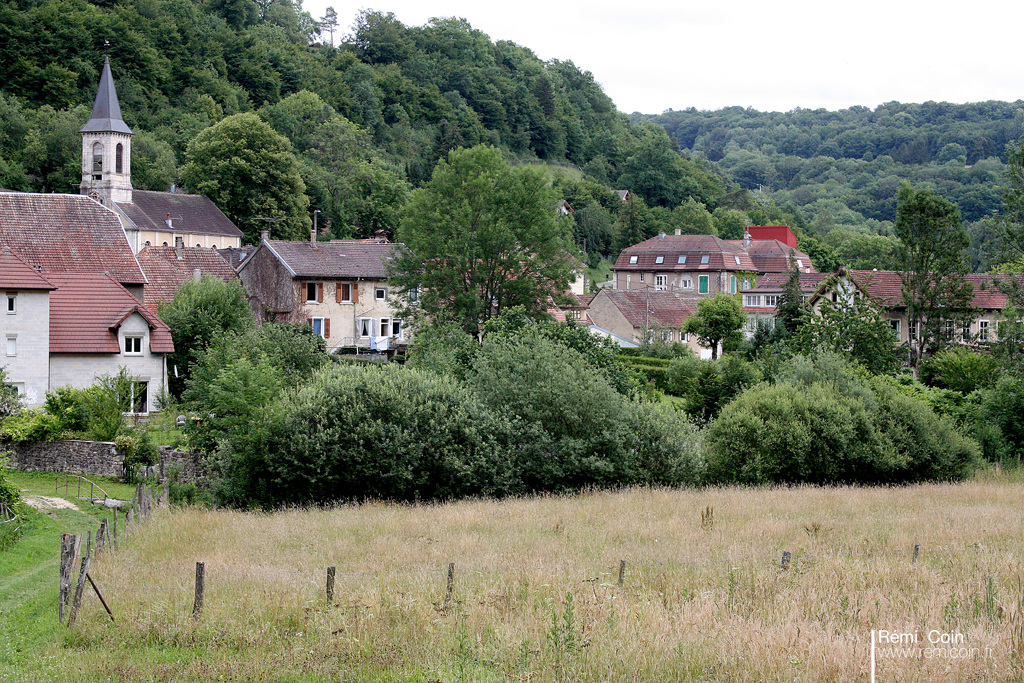
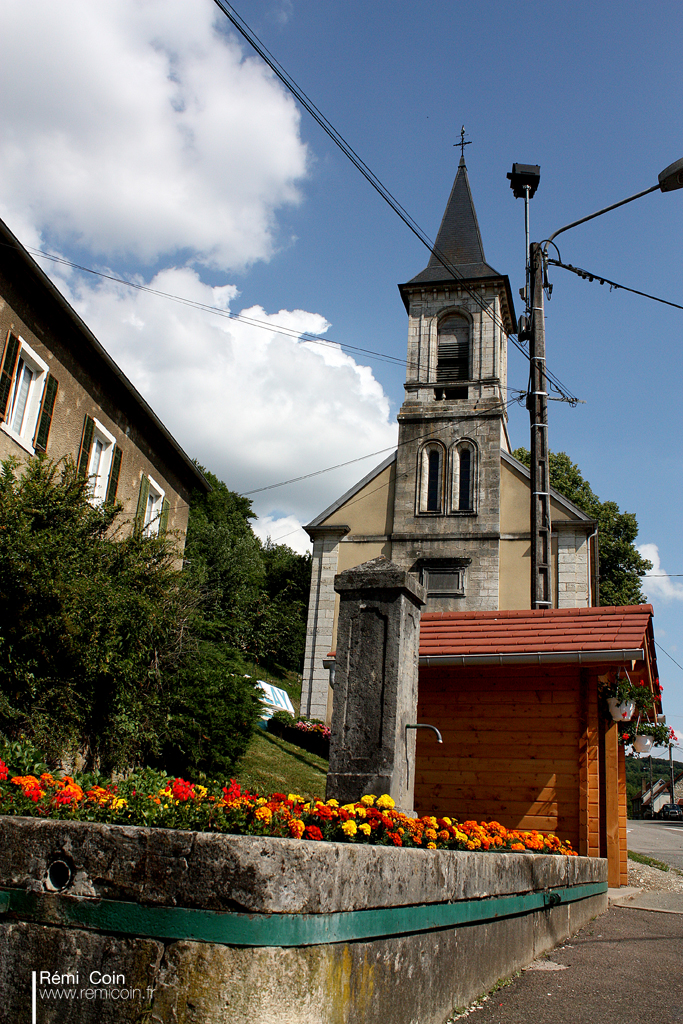
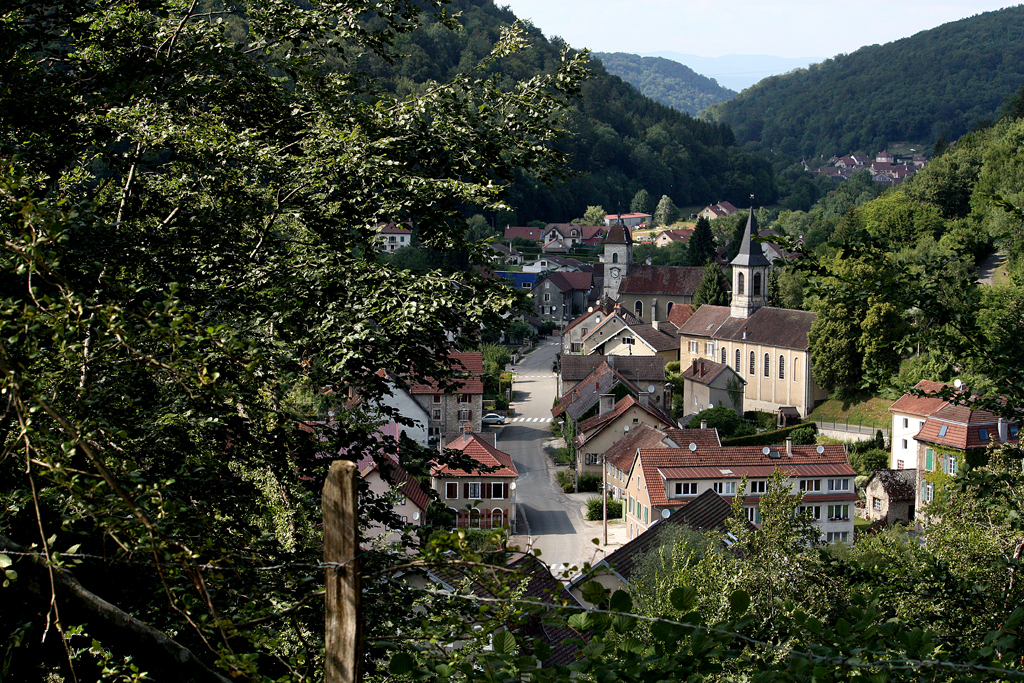
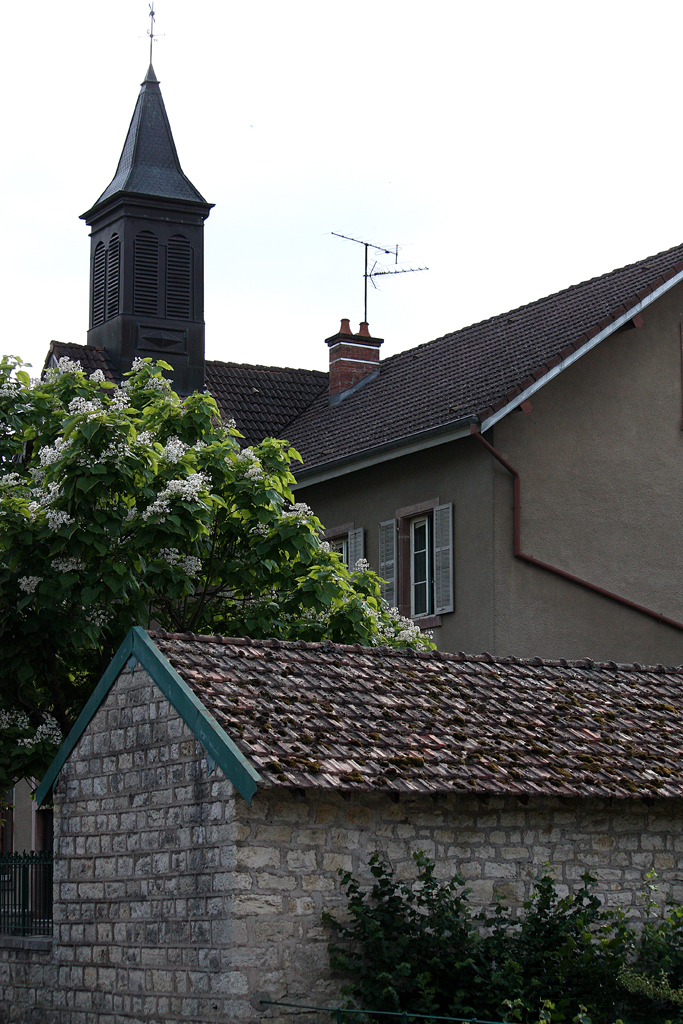
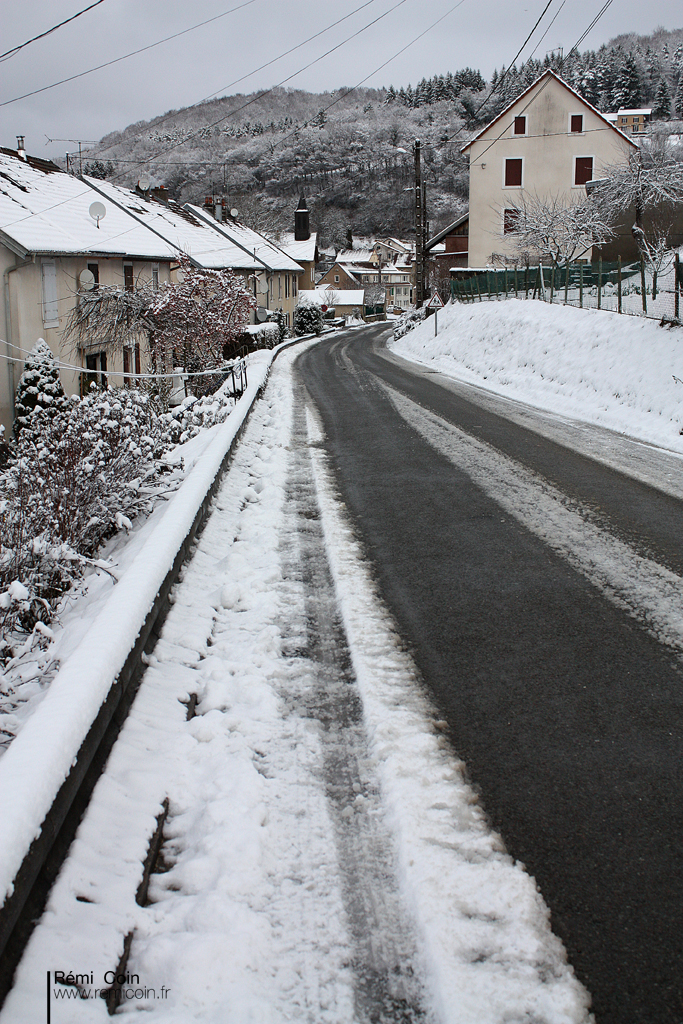
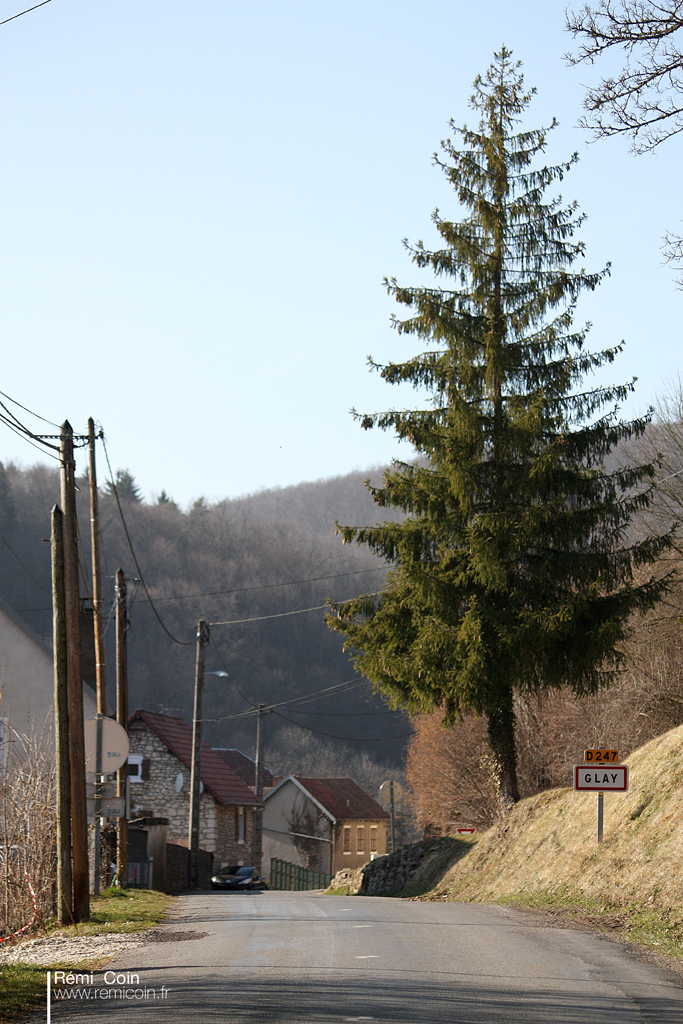
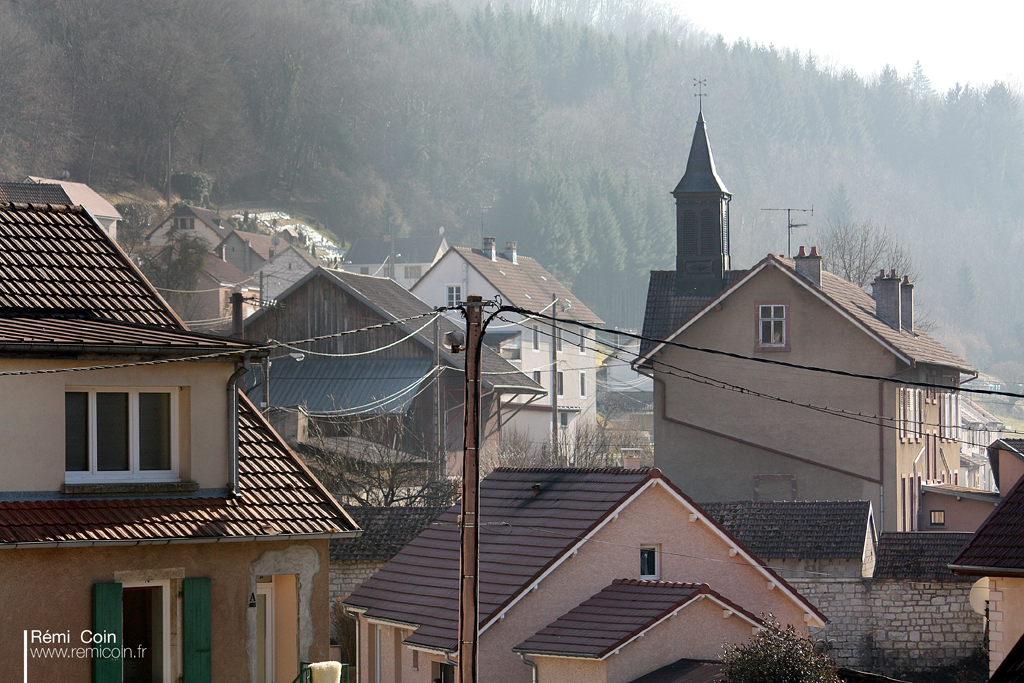
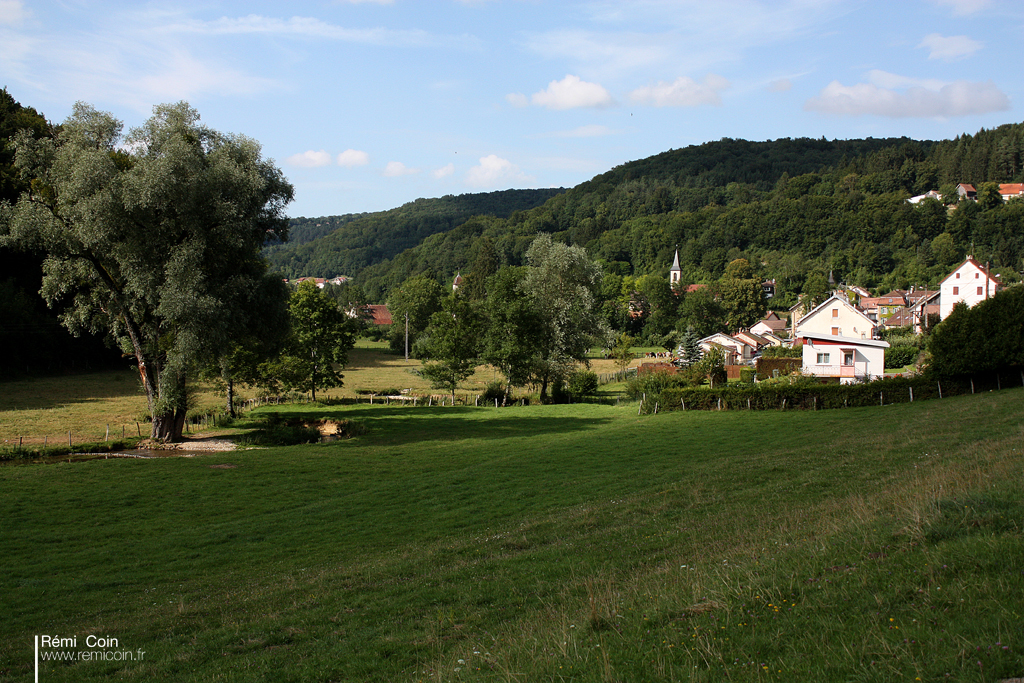
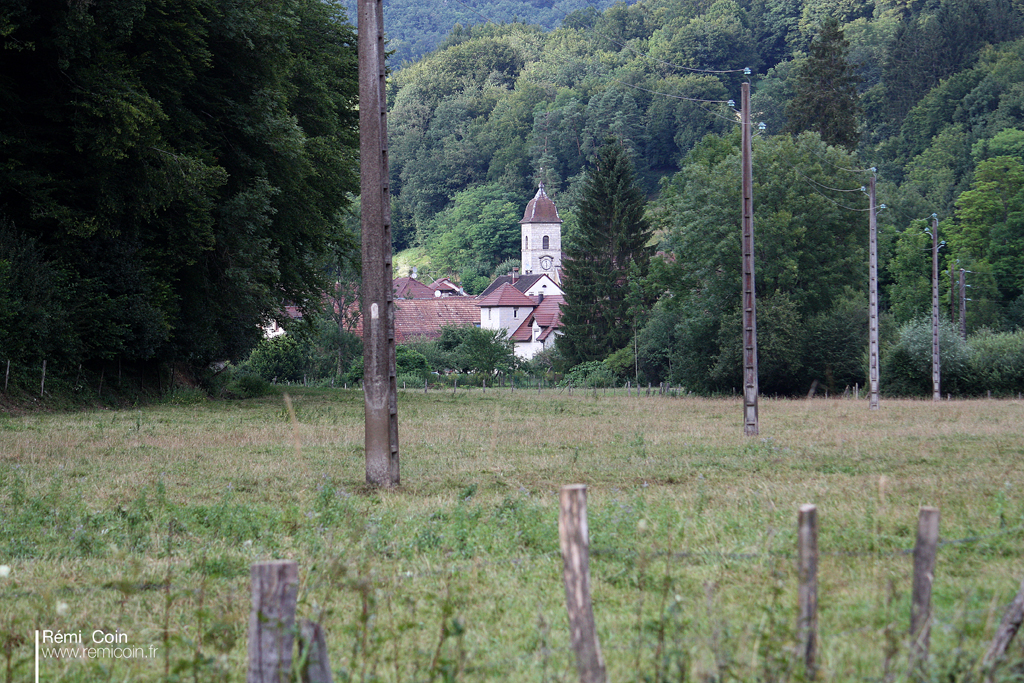
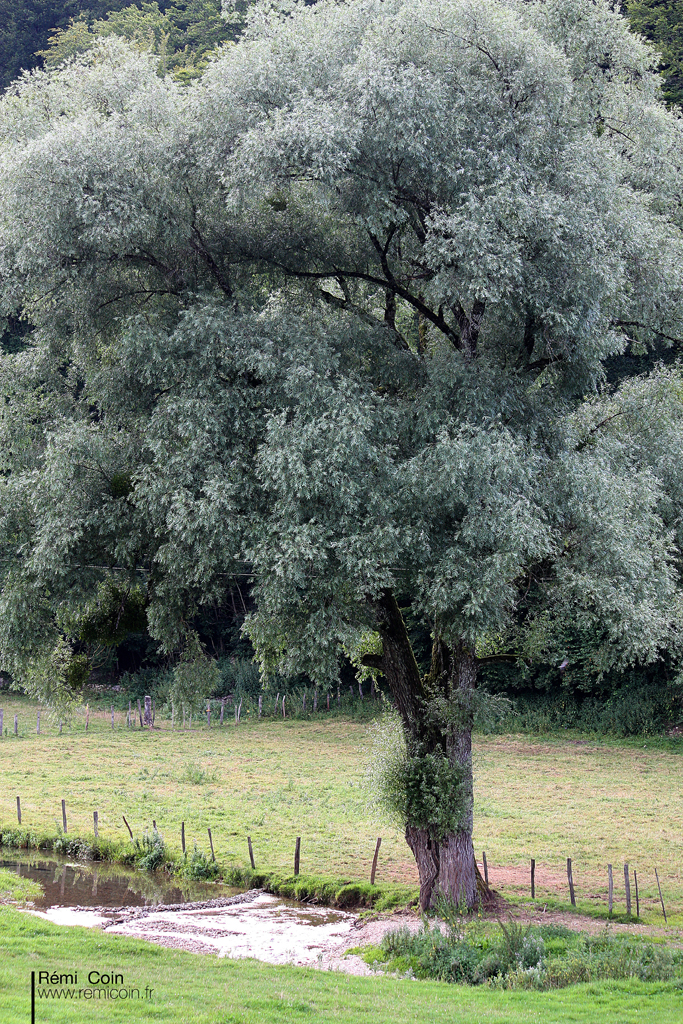

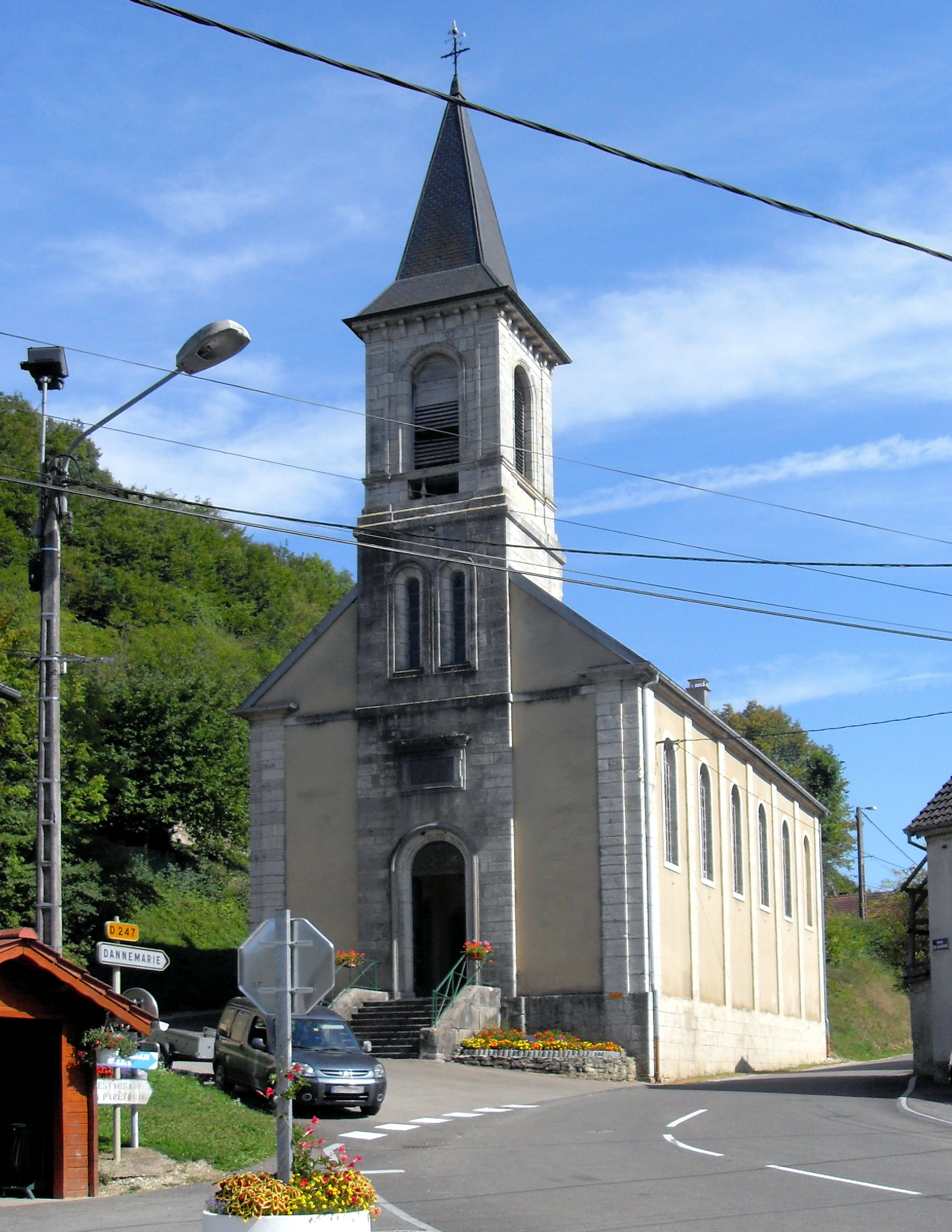
Temple
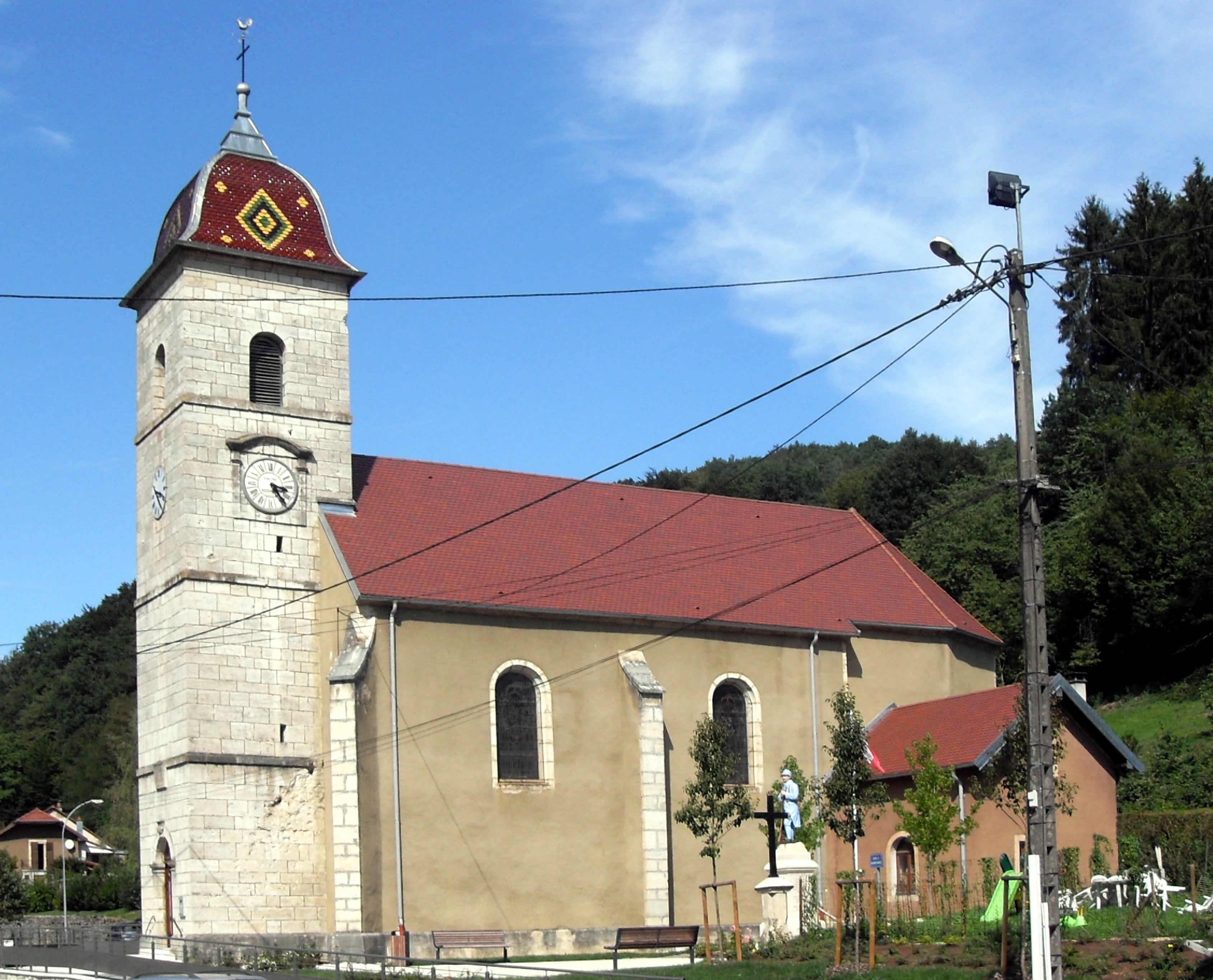
Église Saint-Pierre et Saint-Paul

### Personnalités liées à la commune
- Pierre-Frédéric Mettetal (1814-1879), homme politique né à Glay, député dans le Doubs.
- Jean Nicolas Marmet
- Louis Jeanperrin, inventeur (automobile et motocyclette). fondateur de son entreprise dans les années 1880, il commence par la production de bicyclettes, puis à partir de 1892 de motos et en 1894 de voitures. Après son décès en 1905, son frère continue, mais la production de voitures périclite et la société est dissoute en 1910. L'un des modèles en vis-à-vis est exposé à la Fondation Gianadda à Martigny[20].
- René Bernard-Cothier (1894-1961), député de Djibouti.
- Jean Hauger, organisateur d'un groupe de résistants, instituteur.

## Héraldique
| Blason de Glay | Blason  | D'azur à la fleur de narcisse (nivéole?) d'argent tigée et feuillée de deux pièces de sinople accostée en pointe à dextre d'une roue de moulin d'argent et à senestre de l'église du lieu du même essorée d'or, toutes deux posées sur une terrasse d'or, à deux versants de montagne de sinople mouvant des flancs et brochant sur le tout; à la champagne d'azur chargée d'une truite d'argent picotée de gueules. |
| Blason de Glay | Détails | Le statut officiel du blason reste à déterminer. |